# إطلاق النار في جامعة بيروت العربية

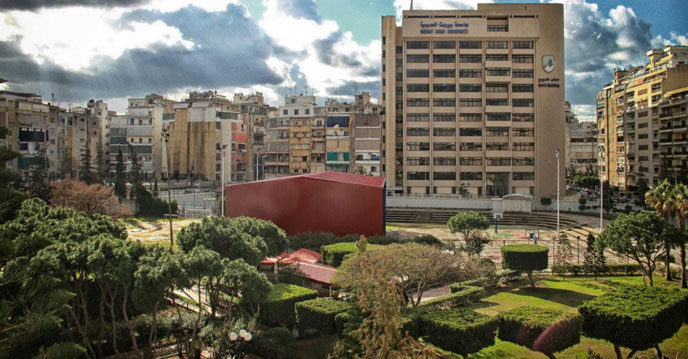

إطلاق النار في جامعة بيروت العربية حدث إطلاق نار كثيف في جامعة بيروت العربية في شهر كانون الثاني عام 2007 في الجامعة في العاصمة اللبنانية بيروت.

## الحادثة
قُتل أربعة أشخاص بالرصاص خلال اشتباكات بين نشطاء مؤيدين ومعارضين للحكومة يوم الخميس، مما أسفر عن إصابة 200 شخص في أعمال العنف التي اندلعت بعد مشاجرة حصلت بين الطلاب في الجامعة في بيروت. واتهمت المعارضة المعسكر الحكومي ببدء أعمال الشغب ووفاة أربع أشخاص من بينهم طالبين يتبعون حزب الله وقد تم إطلاق النار عليهم من على أسطح المنازل.
وقال أنصار المعارضة أن مسلحين أطلقوا النيران من شرفات شقق سكنية بالقرب من الجامعة، مما أدى إلى إصابة العديد من الأشخاص. وقال الطلاب أن الاشتباكات بدأت بإشكال في كافتيريا جامعة بيروت العربية امتد ليصبح عراك عندما تحرك الشباب في منطقة  الطريق الجديدة المحيطة بالمكان.
وقد قاموا بإلقاء الحجارة وإضرام النيران في الإطارات من أجل إغلاق الحركة المرورية، وأحرقوا السيارات وحطموا زجاجها الأمامي وسط إطلاق للنار، بينما أطلقت قوات الشرطة النار في الهواء لتفريق الحشود. ووردت أنباء عن إطلاق النار قامت بإظهار صور لرجال ملثمين يحملون مسدسات وبنادق.

## ردود الأفعال
وظهر الأمين العام لحزب الله السيد حسن نصر الله على التلفاز مساءًا ووجه كلمة لأتباعه قائلاً
| إطلاق النار في جامعة بيروت العربية | من الواجب الديني مغادرة الشوارع للسماح لقوات الأمن بالحفاظ على النظام. | إطلاق النار في جامعة بيروت العربية |

وقال نصر الله في رسالة إذاعية صوتية 
| إطلاق النار في جامعة بيروت العربية | أدعو اللبنانيين إلى التعاون مع الجيش اللبناني في جميع المناطق لإنهاء حالة التوتر في هذه الساعة الصعبة والمؤلمة لجميع اللبنانيين. | إطلاق النار في جامعة بيروت العربية |

وقال رئيس مجلس النواب نبيه بري:
| إطلاق النار في جامعة بيروت العربية | أناشدكم باسم لبنان والضمير الإنساني. إنه لمن المؤسف أن نضيع لبنان هكذا. لقد حان الوقت لنتعلم من الماضي. | إطلاق النار في جامعة بيروت العربية |

وحث زعيم الأغلبية في البرلمان سعد الحريري الموالين له على ضبط النفس.

وقال رئيس الوزراء فؤاد السنيورة متحدثًا من باريس حيث كان في مؤتمر 
وسارع سفير الولايات المتحدة جيفري فيلتمان بتوجيه أصابع الاتهام إلى سوريا.
وصرح على تلفزيون الحرة الممول من الولايات المتحدة الأمريكية:
| إطلاق النار في جامعة بيروت العربية | لقد أظهر التاريخ أن قوىً خارجية مثل سوريا قد فعلت هذا الأمر من قبل، ولا يمكنني أن أقدم على ذلك دليل قوي، ولكن بالتأكيد يمكن للمرء أن يحكم أنّ لسوريا يد في مثل هذه الحادثة القوية. | إطلاق النار في جامعة بيروت العربية |

وضم النائب عن الأغلبية البرلمانية وليد جنبلاط صوته إلى اتهام فيلتمان قائلاً أن القتال قد أثاره الرئيس السوري بشار الأسد.

## سياق الأحداث
أطلقت المعارضة يوم الثلاثاء احتجاجات على مستوى البلاد أغلقت معها غالبية لبنان قبل أن يهاجمها المهاجمون، وأثار هذا الهجوم أعمال عنف قتل خلالها ثلاثة أشخاص وجرح 176 آخرين. امتد الإضراب العام إلى حملة في الشوارع بدأت في تاريخ 1 كانون الأول عندما بدأ أنصار المعارضة بالمبيت في خيمهم بالقرب من مكتب السنيورة في وسط بيروت.
وطالبوا أن تقوم الحكومة المدعومة من الغرب بتشكيل حكومة وحدة وطنية وإجراء انتخابات برلمانية مبكرة أو أن تستقيل. ورفض السنيورة ومؤيده الرئيسي زعيم الأغلبية البرلمانية الحريري الاستجابة للمطالب.